# Бельгибаев, Нурсултан Кайратович
Бельгибаев Нурсултан Кайратович — (род. 03 августа 1991, Астана) — казахстанский хоккеист.

## Биография
Воспитанник хоккея города Астана.
Участвовал в Первенстве России среди юношей. Регион Урал 1991 г.р. в сезонах 2004/2005, 2005/2006, 2006/2007 группа В+ в составе астанинского хоккейного клуба «Астана».
В сезоне 2007—2008 перешёл в хоккейный клуб «Барыс-2»(Астана) и участвовал в первой лиге чемпионата России и чемпионате Казахстана.
В 2009—2010 году играл в КХЛ в составе хоккейного клуба «Барыс».
В 2009 и 2010 годах участвовал в чемпионате мира (юниоры до 20 лет), дивизион I, группа В+.
В 2011—2012 году перешёл в хоккейный клуб «Снежные Барсы»(Астана).
Участник Универсиады-2013 и Универсиады-2015.
В 2013 году — в составе хоккейного клуба «Номад»(Астана).
В сезоне 2016—2017 чемпион Казахстана.
В 2016—2018 годах — в «Барысе».
В сезоне 2018—2019 перешёл в усть-каменогорский хоккейный клуб «Алтай-Торпедо».